# Lekkoatletyka na Letnich Igrzyskach Olimpijskich 1932 – bieg na 100 m kobiet
Bieg na 100 metrów kobiet to jedna z konkurencji lekkoatletycznych rozegranych podczas Letnich Igrzysk Olimpijskich 1932 w Los Angeles. Eliminacje i półfinały rozegrano 1 sierpnia, finał odbył się dzień później – 2 sierpnia na stadionie Los Angeles Memorial Coliseum.
Złoty medal zdobyła reprezentantka Polski Stanisława Walasiewicz w każdym z trzech biegów wyrównując czasem 11,9 s rekord świata.

## Rekordy

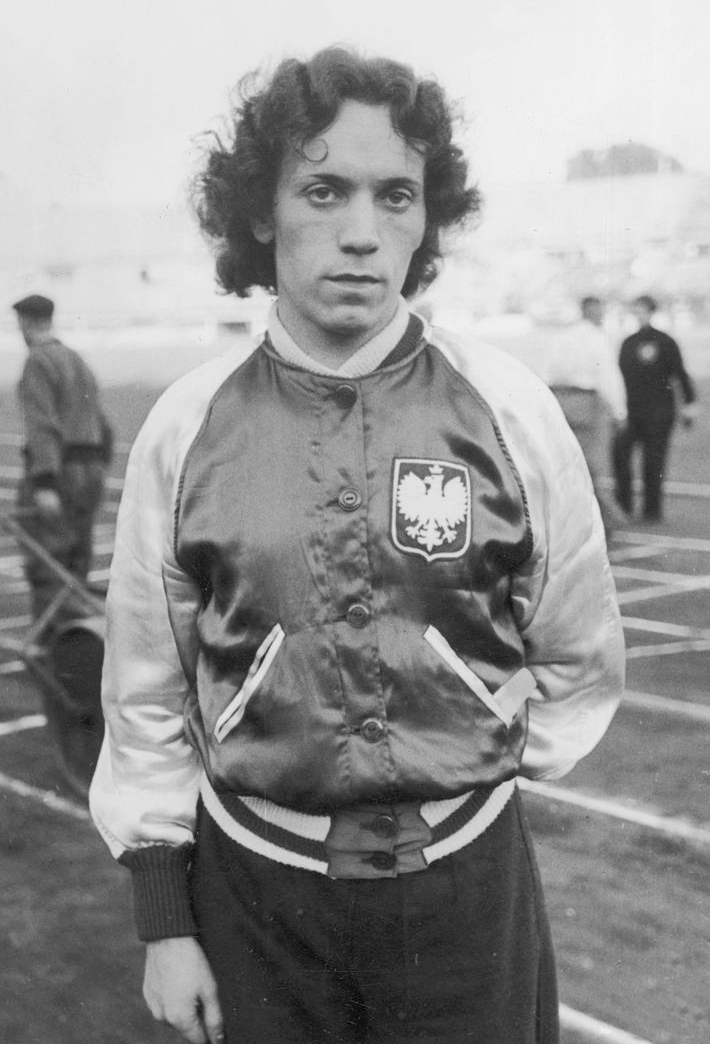
Stanisława Walasiewicz (1938)

|                   | zawodniczka       | narodowość        | czas | data                | miejsce   |
| ----------------- | ----------------- | ----------------- | ---- | ------------------- | --------- |
| Rekord świata     | Tollien Schuurman | Holandia          | 11,9 | 5 czerwca 1932(dts) | Haarlem   |
| Rekord olimpijski | Betty Robinson    | Stany Zjednoczone | 12,2 | 31 lipca 1928(dts)  | Amsterdam |

## Wyniki
| Poz. - pozycja |
| – rekord świata \| – rekord krajowy \| – rekord życiowy \| = – wyrównany rekord życiowy \| · – najlepszy wynik w sezonie \| = – wyrównany najlepszy wynik w sezonie \| – rekord olimpijski |
| Fn – falstart \| DNF – nie ukończyła \| DNS – nie wystartowała \| DSQ – zdyskwalifikowana \| NN – czas nieznany                                                                            |

### Eliminacje
Rozegrano cztery biegi eliminacyjne. Do półfinałów awansowały po trzy najlepsze zawodniczki z każdego biegu.

#### Bieg 1
| Poz. | Zawodniczka           | Narodowość        | Rezultat | Uwagi |
| ---- | --------------------- | ----------------- | -------- | ----- |
| 1    | Marie Dollinger       | Niemcy            | 12,2     | Q =   |
| 2    | Wilhelmina von Bremen | Stany Zjednoczone | 12,3     | Q     |
| 3    | Hilda Strike          | Kanada            | 12,3     | Q     |
| 4    | Gwendoline Porter     | Wielka Brytania   | 12,4     | =     |
| 5    | Marjorie Clark        | Południowa Afryka | 12,5     | [ 4 ] |

#### Bieg 2
| Poz. | Zawodniczka            | Narodowość | Rezultat | Uwagi |
| ---- | ---------------------- | ---------- | -------- | ----- |
| 1    | Stanisława Walasiewicz | Polska     | 11,9     | Q =   |
| 2    | Mary Frizzell          | Kanada     | 12,1     | Q     |
| 3    | Sumiko Watanabe        | Japonia    | 12,2     | Q     |
| 4    | Bep du Mée             | Holandia   | 12,3     |       |

#### Bieg 3
| Poz. | Zawodniczka       | Narodowość        | Rezultat | Uwagi |
| ---- | ----------------- | ----------------- | -------- | ----- |
| 1    | Tollien Schuurman | Holandia          | 12,2     | Q     |
| 2    | Mary Vandervliet  | Kanada            | 12,3     | Q     |
| 3    | Eileen Hiscock    | Wielka Brytania   | 12,3     | Q     |
| 4    | Eileen Wearne     | Australia         | 12,5     |       |
| 5    | Ethel Harrington  | Stany Zjednoczone | 12,7     |       |
| 6    | Taka Shibatai     | Japonia           | 12,7     |       |

#### Bieg 4
| Poz. | Zawodniczka     | Narodowość        | Rezultat | Uwagi |
| ---- | --------------- | ----------------- | -------- | ----- |
| 1    | Elizabeth Wilde | Stany Zjednoczone | 12,4     | Q     |
| 2    | Cor Aalten      | Holandia          | 12,4     | Q     |
| 3    | Thelma Kench    | Nowa Zelandia     | 12,4     | Q     |
| 4    | Asa Dogura      | Japonia           | 12,9     |       |
| 5    | Ethel Johnson   | Wielka Brytania   | 13,9     |       |

### Półfinały
Rozegrano dwa biegi półfinałowe. Do finału awansowały po trzy najlepsze zawodniczki z każdego biegu.

#### Bieg 1
| Poz. | Zawodniczka       | Narodowość        | Rezultat | Uwagi |
| ---- | ----------------- | ----------------- | -------- | ----- |
| 1    | Hilda Strike      | Kanada            | 12,4     | Q     |
| 2    | Elizabeth Wilde   | Stany Zjednoczone | 12,4     | Q     |
| 3    | Marie Dollinger   | Niemcy            | 12,4     | Q     |
| 4    | Tollien Schuurman | Holandia          | 12,4     |       |
| 5    | Sumiko Watanabe   | Japonia           | NN       |       |
| 6    | Thelma Kench      | Nowa Zelandia     | NN       |       |

#### Bieg 2
| Poz. | Zawodniczka            | Narodowość        | Rezultat | Uwagi |
| ---- | ---------------------- | ----------------- | -------- | ----- |
| 1    | Stanisława Walasiewicz | Polska            | 11,9     | Q =   |
| 2    | Wilhelmina von Bremen  | Stany Zjednoczone | 12,1     | Q     |
| 3    | Eileen Hiscock         | Wielka Brytania   | 12,3     | Q     |
| 4    | Mary Vandervliet       | Kanada            | 12,3     |       |
| 5    | Mary Frizzell          | Kanada            | 12,3     |       |
| 6    | Cor Aalten             | Holandia          | 12,4     |       |

### Finał
| Poz. | Zawodniczka            | Narodowość        | Rezultat | Uwagi |
| ---- | ---------------------- | ----------------- | -------- | ----- |
| 1    | Stanisława Walasiewicz | Polska            | 11,9     | =     |
| 2    | Hilda Strike           | Kanada            | 11,9     | =     |
| 3    | Wilhelmina von Bremen  | Stany Zjednoczone | 12,0     | =     |
| 4    | Marie Dollinger        | Niemcy            | 12,2     |       |
| 5    | Eileen Hiscock         | Wielka Brytania   | 12,3     |       |
| 6    | Elizabeth Wilde        | Stany Zjednoczone | 12,3     |       |